# Eric Flor
Eric Flor (Merlo, Buenos Aires, 10 de mayo de 1993) es un baloncestista argentino. Con 1,90 metros de estatura, juega en la posición de escolta para Platense de la Liga Nacional de Básquet de Argentina. Fue considerado el Jugador de Mayor Progreso de la LNB en 2017.

## Biografía deportiva
Flor se formó como baloncestista en Los Indios de Moreno, donde muy tempranamente empezó a actuar con el equipo mayor del club. Luego de un paso por Huracán de San Justo, jugó el tramo final de la temporada 2011-12 del Torneo Federal de Básquetbol defendiendo los colores del equipo entrerriano Sportivo San Salvador.  
En 2012 fue fichado por Ciudad de Bragado del Torneo Nacional de Ascenso, la segunda división del baloncesto profesional argentino. Al culminar la temporada con un promedio de 7 puntos y 2.2 rebotes por partido en 21 encuentros, se incorporó a La Unión de Colón, club que también militaba en el TNA. Jugó dos años para los entrerrianos, retornando brevemente en 2014 a Huracán de San Justo para disputar un Torneo Pre-Federal junto a los hermanos Matías Cuello y Martín Cuello.
En 2015 tuvo por fin su primera oportunidad de actuar en la Liga Nacional de Básquet, siendo contratado por San Lorenzo como uno de sus jugadores profesionales que ocupaba el cupo destinado a los menores de 23 años. Su equipo se consagraría campeón del torneo, pero Flor registraría un promedio de sólo 9.5 minutos por partido en 36 presentaciones. 
Pasó luego a Quilmes de Mar del Plata, donde su nivel de juego creció considerablemente hasta el punto de llegar a recibir el premio al Jugador de Mayor Progreso de la temporada. En esa misma temporada se destacó con Quilmes en los play-offs de la LNB ante Ferro en lo que sería la serie de semifinales de conferencia, ya que, jugando en Mar del Plata, anotó 41 puntos, mientras que, en la revancha en Buenos Aires, el escolta encestó 46 puntos, convirtiéndose así en el cuarto jugador en la historia en marcar 40 puntos o más en dos partidos consecutivos en play offs de la LNB.
Posteriormente jugaría para Boca y Olímpico, destacándose siempre en su rol de anotador. Tras una breve experiencia en Defensor Sporting de la Liga Uruguaya de Básquetbol, fichó con Riachuelo para la temporada 2021-22 de la LNB. Sin embargo, pese a haber tenido un excelente arranque en lo personal, terminó por lesionarse el tendón de Aquiles, lo que lo dejó fuera de competición por el resto de la temporada. Volvió a jugar en la temporada 2022-23 con los riojanos, pero se desvinculó del equipo antes de que terminara el campeonato. 
Luego de una breve e intensa participación en la Superliga Profesional de Baloncesto de Venezuela como jugador de los Broncos de Caracas, se incorporó a Platense, otro equipo de la Liga Nacional de Básquet.

### Clubes
| Club                     | País      | Año             |
| ------------------------ | --------- | --------------- |
| Los Indios de Moreno     | Argentina | 2008 - 2011     |
| Huracán de San Justo     | Argentina | 2011            |
| Sportivo San Salvador    | Argentina | 2012            |
| Independiente            | Argentina | 2012            |
| Ciudad de Bragado        | Argentina | 2012 - 2013     |
| La Unión de Colón        | Argentina | 2013 - 2014     |
| Huracán de San Justo     | Argentina | 2014            |
| La Unión de Colón        | Argentina | 2014 - 2015     |
| Independiente            | Argentina | 2015            |
| San Lorenzo              | Argentina | 2015 - 2016     |
| Quilmes de Mar del Plata | Argentina | 2016 - 2018     |
| Boca Juniors             | Argentina | 2018 - 2020     |
| Olímpico                 | Argentina | 2020 - 2021     |
| Defensor Sporting        | Uruguay   | 2021            |
| Riachuelo                | Argentina | 2021 - 2023     |
| Broncos de Caracas       | Venezuela | 2023            |
| Platense                 | Argentina | 2023 - Presente |

## Selección nacional
Tras su gran primera temporada en Quilmes fue convocado por el entrenador Sergio Hernández del seleccionado nacional de cara a la Copa FIBA Américas de 2017. De todos modos Flor no llegó a jugar el torneo, por lo que hizo su debut con la camiseta albiceleste posteriormente en los partidos correspondientes a las eliminatorias a la Copa Mundial de Baloncesto de 2019.

## Palmarés

### Campeonatos nacionales
- Actualizado hasta el 28 de abril de 2018.

| Título                    | Club        | País      | Año         |
| ------------------------- | ----------- | --------- | ----------- |
| Campeón de la LNB 2015-16 | San Lorenzo | Argentina | 2015 - 2016 |

### Individuales
- Actualizado hasta el 28 de abril de 2018.

| Título                                                   | Club                     | País      | Año         |
| -------------------------------------------------------- | ------------------------ | --------- | ----------- |
| Jugador de Mayor Progreso de la Liga Nacional de Básquet | Quilmes de Mar del Plata | Argentina | 2016 - 2017 |